# Gerebernus

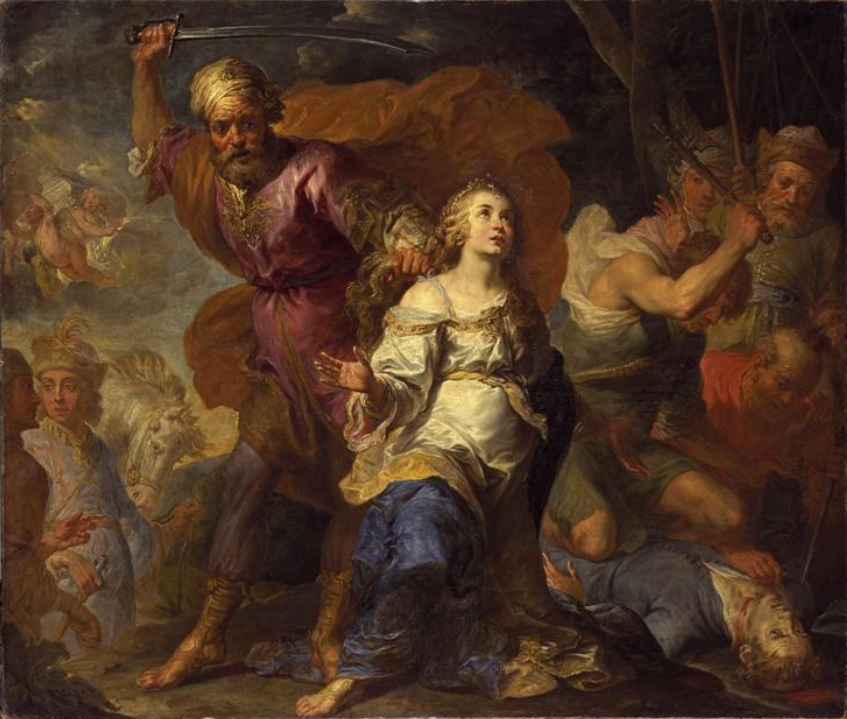
Martelaarschap van St Dimpna en St Gerebernus door Jacques de l'Ange

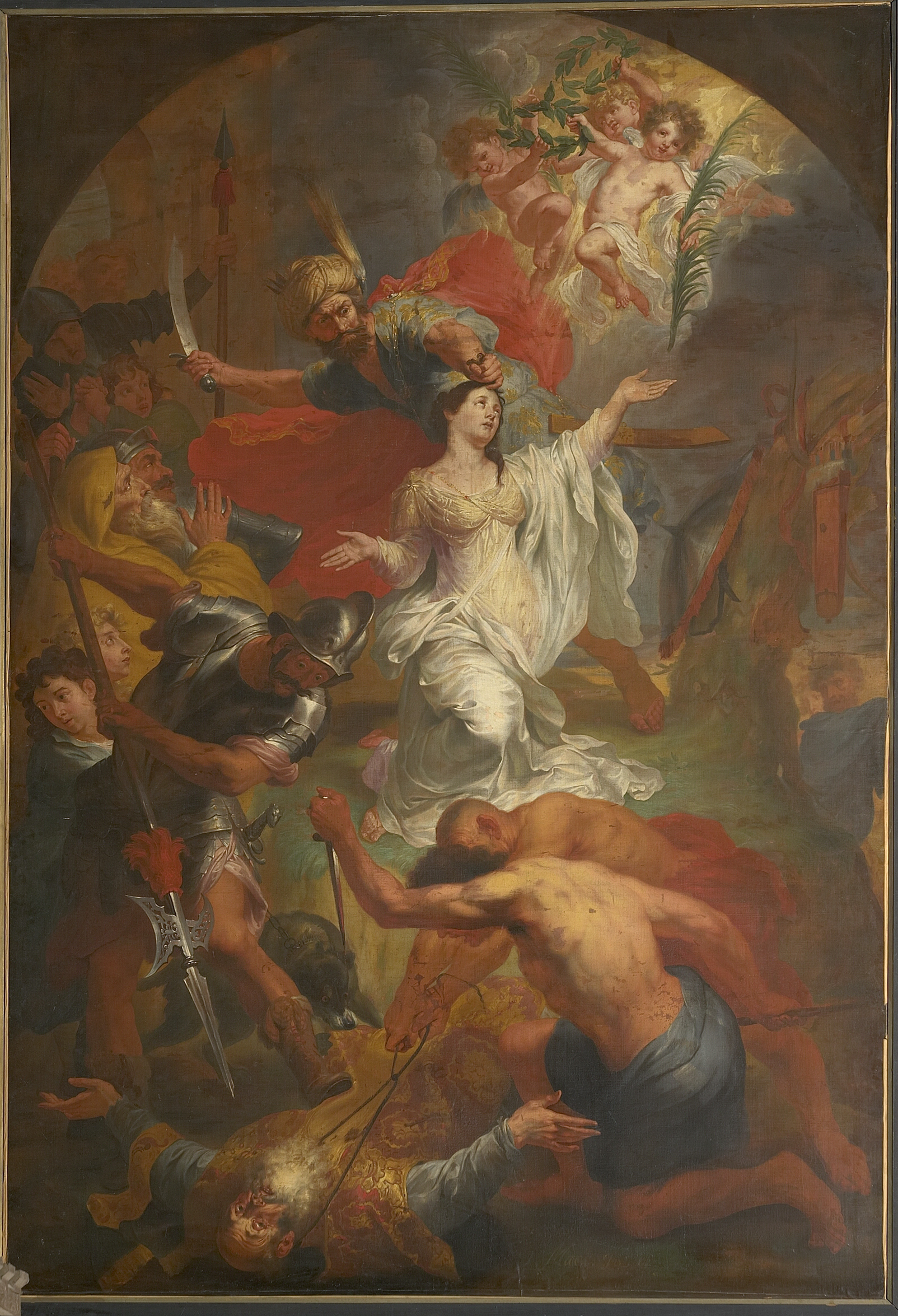
De onthoofding van de heilige Dimpna door Godfried Maes (1688). De moord op Gerebernus wordt onderaan weergegeven.

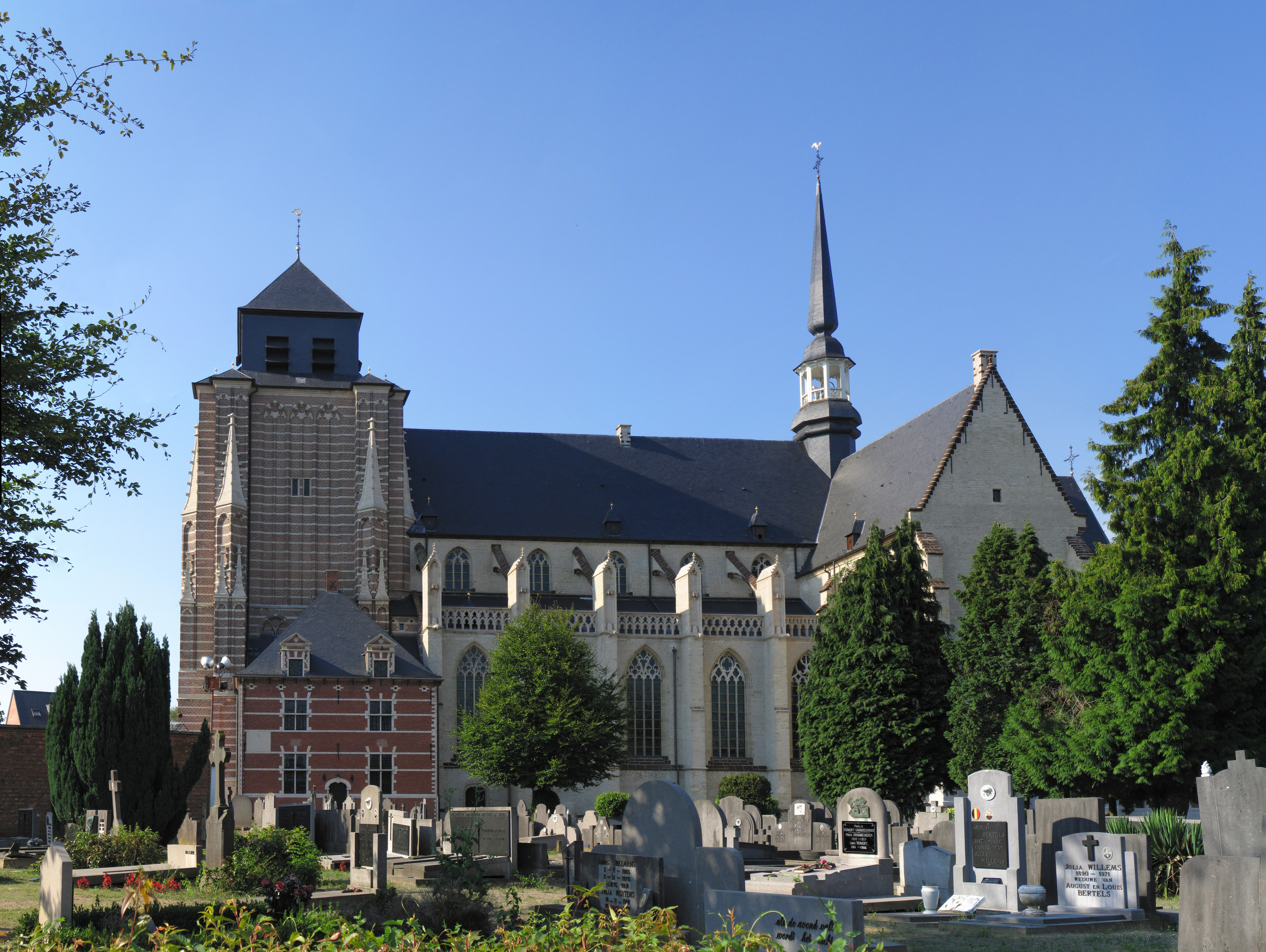
Sint-Dimpnakerk, Geel, België

De heilige Gerebernus (of Gerebern, Genebern, Genebrard, Gereborn, Gerebran, Gerebrand, Herbern) was een Ierse priester die de heilige Dimpna doopte toen ze nog een kind was. Hij was haar metgezel toen ze naar België vluchtte, waar hij samen met haar werd vermoord. Zijn relikwieën werden naar Sonsbeck in Duitsland gebracht, waar ze een bedevaartsoord vormden totdat ze tijdens de Tweede Wereldoorlog werden vernietigd. Zijn feestdag is 15 mei.

## Leven
Volgens de biografie Vitae Dymphnae et S. Gereberni presbiteri (Nederlands: Het leven van Dimpna en sint Gerebernus, priester), die Petrus Cameracencis, een kanunnik aan de kerk van Saint-Aubert te Kamerijk, optekende in de 13e eeuw, was Gerebernus een Ierse priester die in de 6e of 7e eeuw leefde. Hij was de leermeester van Dimpna, de dochter van een Ierse stamkoning. Na de dood van haar moeder wilde de koning zijn dochter Dimpna huwen. Ze vluchtte vervolgens met Gerebernus via Antwerpen naar Geel, in wat nu België is.
Hier leven beiden als kluizenaars en zorgen voor de armen en behoeftigen. Haar vader is hen achtervolgd en na enkele jaren vindt hij beiden in hun kluizenaarsverblijf. Wederom dwingt hij Dimpna om met hem te trouwen en haar biechtvader moet het huwelijk sluiten, maar hun antwoord is een duidelijk neen. Hierop ontsteekt haar vader in razernij, onthoofdt zelf zijn dochter en laat Gerebernus door zijn dienaren onthoofden. De relieken van de twee martelaars, die zich als bij wonder in mysterieuze witte sarcofagen bleken te bevinden, werden overgebracht naar Geel.
Volgens de legende werden de relieken van zowel Dimpna als Gerebernus in hun doodskisten uit Geel gestolen door "rovers uit Xanten". Volgens de populaire opvatting werd het stelen van de beenderen van heiligen niet als diefstal beschouwd, omdat ze alleen gestolen konden worden als de heilige daarmee instemde.
De botten van Dimpna konden op een bepaald moment echter niet meer verplaatst worden op weg naar Xanten, en sommige inwoners van Geel zouden de "rovers" hebben achtervolgd, zodat ze enkele botten van Gerebernus uit de kist haalden en vluchtten.
Slechts enkele kilometers voor Xanten, in het gebied van het huidige Sonsbeck, konden de botten van Gerebernus ook niet meer verplaatst worden. Daarom werden ze daar begraven en werd er een kapel voor hem gebouwd.

## Nalatenschap
Berichten over wonderen die gebeurden bij het graf van de heilige Gerebernus leidden tot bedevaarten daar. De bedevaart naar de heilige Gerebernus ging door in de 18e eeuw. De bedevaart eindigde met de verwoesting van Sonsbeck door bombardementen in 1945 tijdens de Tweede Wereldoorlog .
Gerebernus wordt meestal afgebeeld als een bebaarde priester. De iconografische attributen zijn een palm en een lans. De heilige Gerebernus wordt beschouwd als de beschermheilige tegen chiragra (jichtgerelateerde pijn in de pols), verlamming en epilepsie. Zijn katholieke feestdag is 15 mei.